# DNAH5
DNAH5‏ (Dynein axonemal heavy chain 5) هوَ بروتين يُشَفر بواسطة جين DNAH5 في الإنسان.